# Frank Bello
Francis Charles Joseph Bello (* 9. července 1965) je americký hudebník, který účinkuje jako baskytarista v heavymetalové skupině Anthrax.
Bello byl původně bedňákem a kytarovým technikem pro Anthrax, ale krátce po vydání debutového alba Fistful of Metal v roce 1984 nahradil na basu Dana Lilkera a od té doby tuto pozici zastává s výjimkou krátkého odchodu v roce 2004, kdy se připojil k Helmet – další metalové kapele z New Yorku. Jeho přestávka v kapele byla krátká, už další rok se s Anthrax sešel. Od té doby v kapele zůstal.
Bello často používá při hraní na basu prsty, i když občas hrál s trsátkem, například v nejméně dvou hudebních videích Anthrax – „Room for One More“ a „Fueled“.
Francis Charles Joseph Bello je také synovec bubeníka z Anthrax Charlie Benanteho. Bello měl i mladšího bratra Anthonyho, který byl 25. března 1996 v Bronxu zavražděn. Jeho vražda nebyla nikdy objasněna.